# Kókuszolaj

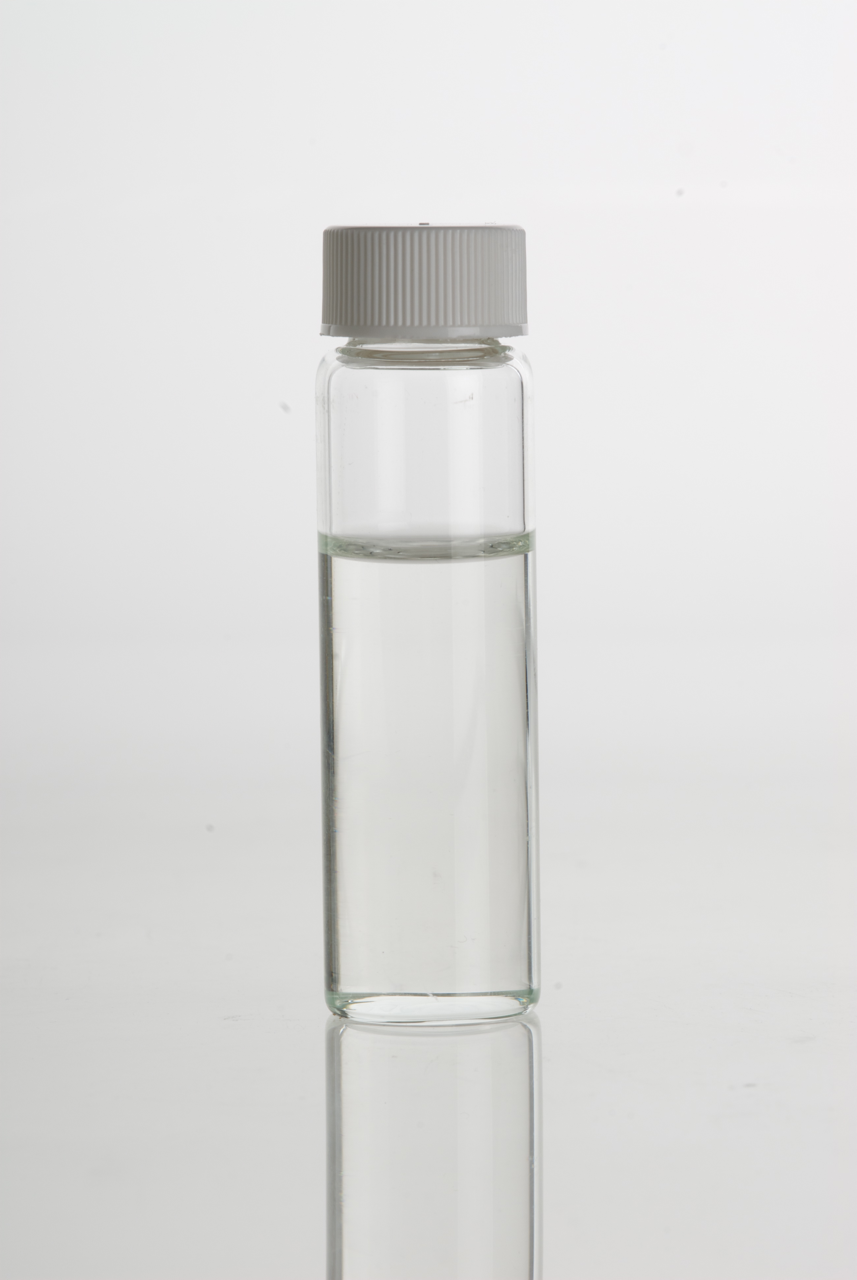
Hidegen sajtolt kókuszolaj

A kókuszolaj (Oleum Cocois) a kókuszpálma (Cocus nucifera) magjának szárított beléből (koprából) készített növényi olaj. A szárított táplálószövet értékes exportcikk a termelő országokban. Mivel a kókuszolaj 24 °C alatt megdermed, kókuszzsírnak is nevezik.
A kókuszolaj legnagyobb exportőre 2008-ban a UNCTAD nyilvántartása szerint a Fülöp-szigetek volt.

## Tulajdonságai

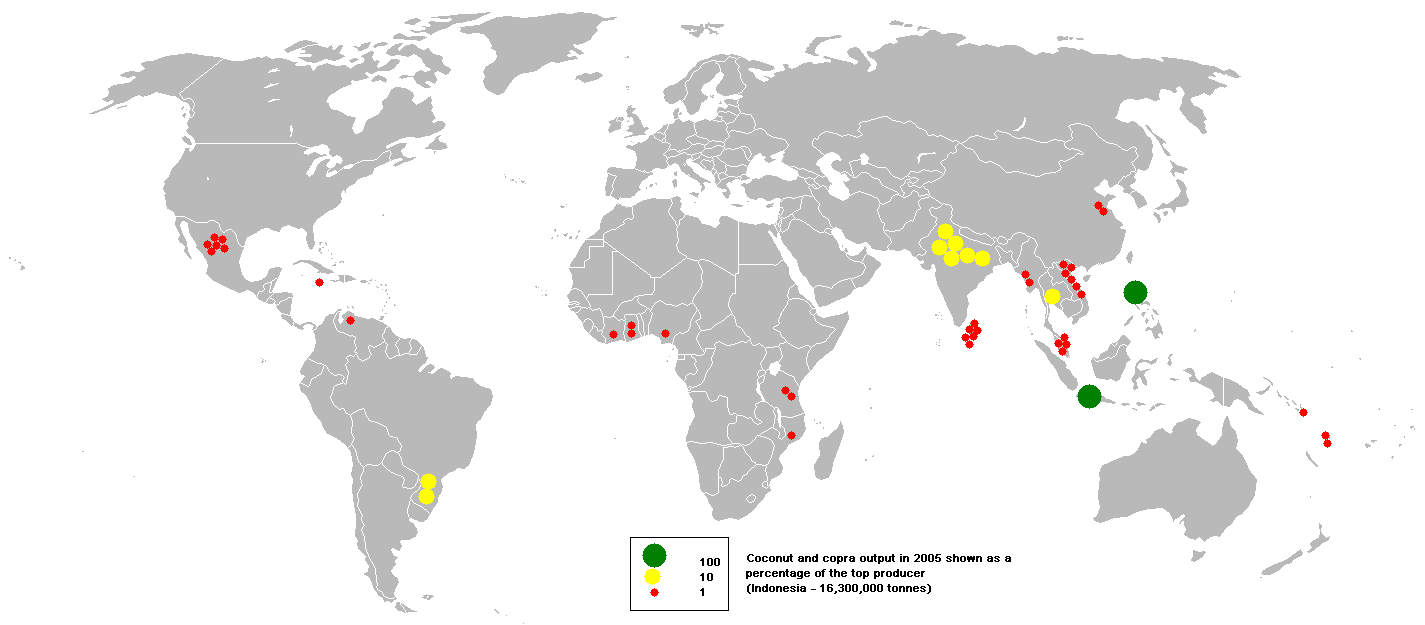
Kókuszdió és kopra termelő országok

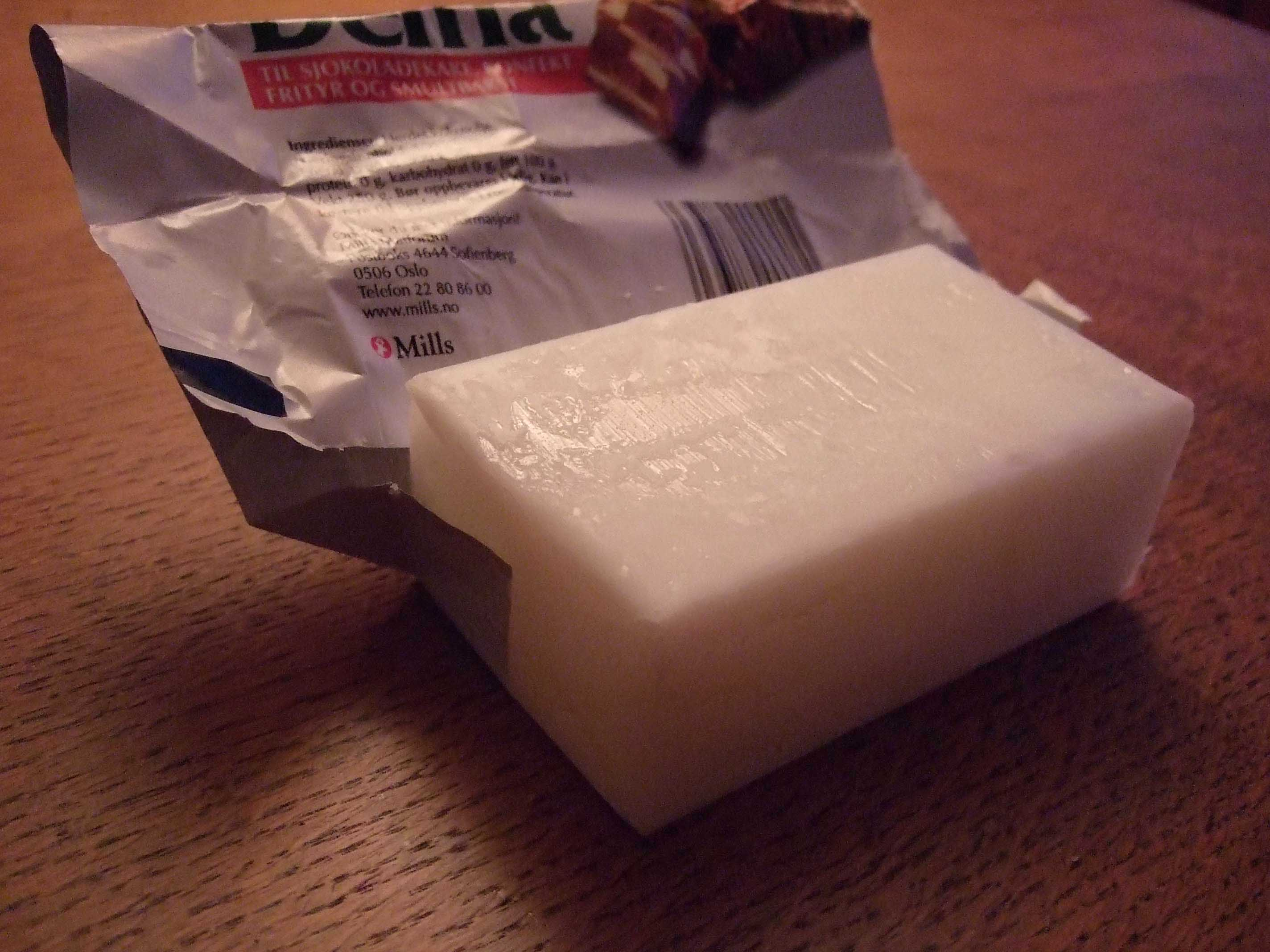
hidrogénezett kókuszolaj (kókuszvaj)

A frissen sajtolt kókuszolaj színe fehér, íze és szaga különös, de kellemes. Könnyen avassá válik, ilyenkor íze és szaga csípős, karcos lesz. A kókuszolaj szobahőmérsékleten vajszerű (emiatt kókuszzsírnak is nevezik), 24 °C-on megolvad. Füstpontja 177 °C, a főzőolajok közül ez kezd legmagasabb hőmérsékleten toxikussá válni, az olaj többszöri használata is engedélyezett, nem kell minden használat után kicserélni.
Három fajtája ismeretes az olaj készítésének módja szerint:
- Hidegen sajtolt kókuszolaj
- Szűz kókuszolaj vagy Virgin Coconut (VCO)
- Finomított kókuszolaj

### Hidegen sajtolt kókuszolaj
A hidegen sajtolt kókuszolaj folyékony átlátszó tiszta folyadék.
Amennyiben az olajat nem hőkezelik, akkor hidegen sajtolt kókuszolaj, így a kókusz minden pozitív tulajdonsága megjelenik az olajban kellemes kókuszaromájú lesz és a szerkezete sem módosul.

### Szűz kókuszolaj
A szűz kókuszolaj mechanikus úton előállított olaj, mely nem esett át az RBD (Refinig, Bleaching, Deodorizing vagyis finomítás, színtelenítés, szagtalanítás) folyamatán és nem is hidrogénezték.
A nemzetközi szóhasználat a szűz és hidegen sajtolt kifejezéseket szinonimaként használja, ám ez nem pontos mivel a tudományos jelentésük mást takar.

### Finomított kókuszolaj
Az olaj színe sárgás, íze és szaga semleges, 24°C alatt dermed. A finomított kókuszolaj RBD eljáráson megy keresztül, így tiszta, színtelen és szagtalan olajat kapunk, amely kiválóan alkalmas sütéshez, főzéshez. A finomítás során az olaj elveszíti a benne található értékes vitaminokat és aminosavakat, így a szervezet számára értéktelenebb olajat kapunk.
Hidrogenizálás hatására az olaj magasabb hőmérsékleten is stabil marad és a vele készített ételek hosszabb ideig eltarthatóak, ám kis mennyiségű transz-zsír is keletkezik, mely káros a szervezetre.

## Felhasználása
A kókuszolajat elsősorban a lakosság használja fel főzésre és sütésre. Az ipar margarin gyártásra, sütőipari és édesipari termékek készítésére használja. Kis mennyiségben a kozmetikai ipar is felhasználja szappangyártásra.

## Összetétele

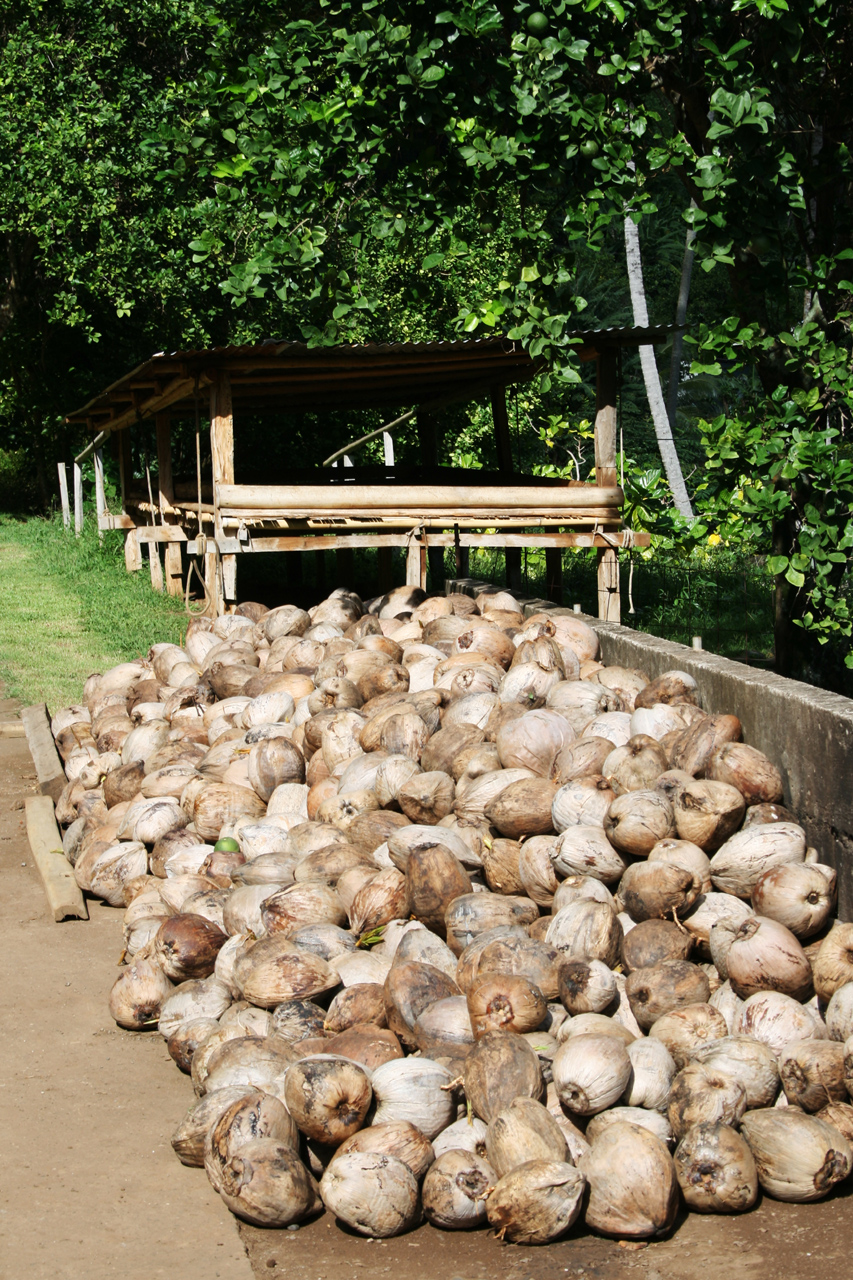
Az alapanyag (kopra)

92%-ban telített zsírsavakból áll.

### Zsírsavösszetétele
| Rövid jelölés | Triviális név | Százalék |
| ------------- | ------------- | -------- |
| 6:0           | kapronsav     | 0,5      |
| 8:0           | kaprilsav     | 7,8      |
| 10:0          | kaprinsav     | 6,7      |
| 12:0          | laurinsav     | 47,5     |
| 14:0          | mirisztinsav  | 18,1     |
| 16:0          | palmitinsav   | 8,8      |
| 18:0          | sztearinsav   | 2,6      |
| 20:0          | arachinsav    | 0,1      |
| 18:1          | olajsav       | 6,2      |
| 18:2          | linolsav      | 1,6      |